# Tabernaemontana angulata
Tabernaemontana angulata är en oleanderväxtart som beskrevs av Carl Friedrich Philipp von Martius, Müll.Arg.. Tabernaemontana angulata ingår i släktet Tabernaemontana och familjen oleanderväxter. Inga underarter finns listade i Catalogue of Life.